# ファルージャの戦闘
ファルージャの戦闘（ファルージャのせんとう）は、イラク・ファルージャにおいて2004年に発生したアメリカ合衆国軍とイラク武装勢力との間の戦闘である。

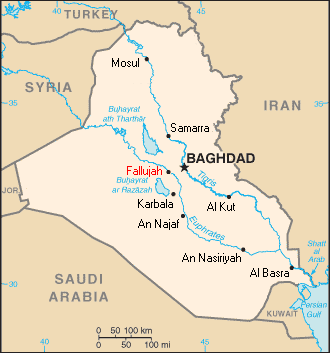
赤字の都市(Fallujah)がファルージャ

## 概要
ファルージャは首都バグダードの西方に位置し、スンナ派ムスリムの多いスンニー・トライアングルの中核をなしている。サッダーム・フセイン元大統領の政党バアス党の幹部を輩出するなど、サッダーム支持者が多く、1991年の湾岸戦争、2003年のイラク戦争で激しい反米運動を展開するなど、暫定統治にとって障害となっていた。

### スンニー・トライアングルにおける武装抵抗の背景
以下は で要約されている米国防大学Institute for National Strategic Studiesの上席研究員であるJudith Yapheの見解である。
- サッダーム・フセインの支持基盤であったこと。サッダーム統治時代に受けていた恩恵が途絶え、同政権がシーア派やクルド人に強いた困窮に追い込まれるという今後への恐れ。
- スンナ派アラブ人が多く、汎アラブ主義思想が根強い。サッダームもスンニー・トライアングルの出身であり、部族制を根底に抱えていた。
- サッダームが資金を振りまいて忠誠をかちえた部族が地域に存在し、これら部族からは旧イラク陸軍、共和国防衛隊（RG）、情報機関、その他政権要部に人材を輩出している。一方でサダムに対するクーデター謀議の多くはこの地域から起こっている。
- スンナ派アラブ人はオスマン帝国統治時代、英国委任統治時代を通じてイラクの統治者層をなしており、これはフセイン政権期も同様であったこと。現在スンナ派アラブ人は統治者層からは駆逐され、今後のなりゆきを恐れている。
- 歴史的伝統に根ざし、エリート意識とエリートとしての義務といった誇りが根付いている。
- その地位を奪ったアメリカ合衆国に対する憤激。支配の座から駆逐され苦難に遭っている原因をアメリカ合衆国だとみている。
- イラク軍の解体とバアス党員追放による打撃。地域の多数の者が職を失いアメリカ合衆国の占領に対する抵抗の途を選んだ。
- 武装抵抗をしない部族、家族も、抵抗を少なくとも消極的に支持しており、通報することはない。
- 通報する者は占領に対する協力者とみなされて殺害される可能性が高い。

## 4月の戦闘に至る経緯
ファルージャは有志連合軍による占領以降、アメリカ陸軍やアメリカ海兵隊の部隊が相次いで交代しつつ占領統治を行ってきた。ファルージャではスンナ派住民が多数を占めており、旧政権打倒後の米国の占領統治の拙劣さもあいまって米軍に対する感情は非常によくなかった。特に占領初期の2003年4月に米軍が重機関銃などを常設して基地として使用していた学校に集まった住民に対して発砲し15名以上を銃撃して殺害 したことで反米感情は一層深まっており、地域住民が武装して反米闘争を展開 し、米軍に退去を要求するデモが多発し、デモを鎮圧しようとする米軍と地域住民の間で度々武力衝突が発生、双方に死傷者が多数出ていた。
2004年3月31日、ESS社のトラックを護衛中 の四輪駆動車がファルージャ市内にて襲撃を受けた。車内にいた民間軍事会社ブラックウォーターUSA社のアメリカ人「警備員」（実態は傭兵に例えられることが多い。またイラク側から見れば米軍兵士と区別がつかないとされる）4人は即死した。そして、4名の死体は市中を引きずり回され、ユーフラテス河にかかる橋梁から吊り下げられた。　
この事件は燃え盛る車両やその脇に横たわる遺体、橋に吊るされた黒こげの遺体といった衝撃的な映像とともに世界中で報道され、米国内では1993年のソマリア首都モガデシュにおけるブラックホークダウンを彷彿とさせるものであった。米軍は犯人を司直の手に委ねることをファルージャ側に要求したが受け入れられなかった。こうして、アメリカ第1海兵遠征軍を基幹とする連合軍は市街地であるファルージャに対する包囲を含む広範な作戦をアンバール県にて開始した。

## 4月の戦闘

### 作戦名称
米軍側の作戦呼称はOperation Vigilant Resolveである。

### 作戦の経過
シーア派とスンナ派が手を携えての米軍に対する一斉蜂起の可能性が懸念されていた情勢を踏まえて、シーア派の武装蜂起、イラクの政治家の発言、対応なども交えつつ以下に纏める。
3月29日 米側、シーア派系の反米的宗教指導者ムクタダー・サドル師の影響下にある週刊紙Al-Hawza Al-Natiqa が暴力を使嗾しているとして発禁処分。バグダードで群集が表現の自由の侵害であると抗議行動。同紙は60日間の発行停止処分の通告を受けていた。
3月31日 ファルージャで民間軍事会社の武装社員4名が殺害される。
4月1日 イラク警察、4名の遺体を回収し米軍に引き渡す。ポール・ブレマー連合国暫定当局（CPA）代表、ブラックウォーター社武装社員の殺害を非難。米軍報道官キミット准将は殺害に関わった者を狩り出すと発言。ファルージャ市街は奇妙な静寂に包まれており米軍の姿は見当たらずと特派員。
4月2日 イラク統治評議会、殺害を非難。ファルージャのウラマーら金曜日の礼拝の説教で4名の遺体損壊はイスラームの教えに背くと説教するも殺害自体を非難するに至らず。米軍報道官キミット准将はファルージャの支配を回復するとしつつも、殺害者を司直の手に委ねれば強制力の行使は避けられ町の復興を再開できると発言。町の指導者らは殺害を非難する声明を発表。
4月3日 バグダードのサドルシティー（サドル師の父ムハンマド・サドル師にちなむ）で大規模な抗議行動。非武装でサドル派民兵組織マフディー軍が行進。バグダードから南のマフムーディーヤの警察署長が殺害される。
4月5日 米軍、ファルージャ市街入り口を土堤で封鎖。市街地を包囲し攻勢開始。参加兵力は米海兵隊1200名およびイラク治安部隊2個大隊。目撃者によると米軍航空機が住宅地区を爆撃。死者多数とのこと。イラク警察、サドル師側近をシーア派指導者アブドゥルマジード・ホーイー師（対米穏健派）の殺害に関する容疑で逮捕 。
4月6日 米軍、市街地南東部の工場地区を奪取と伝える。市街には夜間外出禁止令が敷かれている。目撃者によると市街地には銃声と爆発音がこだましている。ラマーディーで米海兵隊12名戦死20名負傷。
4月7日 ファルージャで市街戦続く。マフディー軍、サドルシティーやバグダード南部で示威行動及び武装蜂起。ブッシュ大統領、ラマーディーでの大量の戦死を受けて決意揺るがずと発言。　AP通信によるとモスクからはジハードの呼びかけが流れる。武装勢力の中には武器を手にした女性が見受けられる。また迫撃砲を持ち運んでいる者がいる。モスクの一部施設から攻撃を受けたため米軍は爆弾を投下し破壊。死傷者数は両者で異なる。サドル師、イラクの統治権限を米国への協力者でなく正直な人物へ渡せとの声明をナジャフにて発表。シーア派指導者アリー・スィースターニー師、連合軍のシーア派蜂起への対応を非難し両者に平静を呼びかけ暴力を非難。
4月8日 ブレマー代表の要請によりイラク内務相辞任す。ファルージャの病院関係者によると死者は280名から300名、負傷者は少なくとも400名。バグダードで献血、水、食糧の寄付を募りファルージャへ向けて運ぶ車列出発。アルジャジーラ、日本人人質3名の姿を放映 。作戦の結果、多数のイラク人、住民が殺害された。米軍は、4月11日からは空爆を中心とする大規模な攻撃を開始し、さらに多くの住民を殺害した。殺害された住民の数は600人とも千人以上とも言われる。殺害された住民のうち25%は女性で、25%は子供だったとも言われている。私立病院の院長ターリブ・アル＝ジャナビーによると「米軍は、病院も一般住民も武装戦士達も、区別することなく攻撃した」という。民家に武装勢力がいるという誤った情報によるピンポイント爆撃によって多くの民家が破壊された。ファルージャ市内にある70のモスクのうち39がこの戦闘で破壊された（アル＝ジャナビーの病院も三度くりかえして、米軍による攻撃を受けたという。しかし、住民側は武装勢力と一体化しており米軍からは区別が不可能であるのも事実である）。完全制圧を目指した米軍であったが、ファルージャ市内での惨状がマスメディアによって報道されると、イラク各地での反米運動の他、世界から非難が沸き起こり、作戦を中止せざるを得なかった。4月13日に米軍は停戦の上交渉を開始。ファルージャ旅団の設立を認め、5月1日、ファルージャ市内から撤収し郊外東縁の陣地以遠に退いた。
ファルージャ旅団の旅団長には、解体された旧イラク軍・共和国防衛隊の将校だったジャースィム・ムハンマド・サーレフ将軍が就任した。サーレフは旧軍の制服で市内に入城、ファルージャ市民から熱烈な歓迎を受け、さながら凱旋将軍のようであった。しかし、サーレフが軍将校時代の1980年代にクルド人、1991年にシーア派住民の虐殺に関わっていた疑惑、サッダームと密接な関係であった経歴から、イラクのシーア派勢力から反発が出たため、同じく元旧軍の将校ながらサッダームと対立し、国外追放された経歴を持つムハンマド・ラティーフ将軍が代わりの旅団長に任命された。　しかし、ラティーフも1980年代にクルド人が多く殺害された軍事作戦に参加していたとして、再びシーア派・クルド勢力から反発が起きた。ファルージャ旅団は、後に多くの兵士が脱走して、逆に反米武装勢力側に参加して米兵を襲撃するという事態が起こり、解散させられた。旅団の武器は全て反米武装勢力側に引き渡している。
この攻撃により市民の対米感情は更に悪化し、この後アブー＝ムスアブ・アッ＝ザルカーウィー率いるイラクの聖戦アル＝カーイダ組織もこの街を根拠地とするに至ったと考えられた。武装勢力はこの地で、誘拐した外国人の殺害を繰り返したとされている。

### 4月の作戦における米軍側の戦闘序列
による戦闘序列
- 第5海兵連隊第1大隊　(市南側および東側を包囲)
- 第1海兵連隊第2大隊　(市北側を包囲)
- 米陸軍及び空軍特殊作戦部隊

 による4月24日時点での戦闘序列　市街地を4つに区分し各1個海兵大隊を当てる
- 第5海兵連隊第1大隊及び戦車6両　(南東部)
- 第1海兵連隊第2大隊　（北西部)
- 第4海兵連隊第3大隊及び戦車2両　(北東部)
- 第2海兵連隊第2大隊及び戦車4両　(南西部)

## 武装勢力に対する掃討作戦
2004年はシーア派のムクタダー・サドル師が武装抵抗を活発化させ、ことに4月及び8月には激しかった年でもある。4月にはナジャフ、クートで連合軍と衝突しクートでは市街地からウクライナ部隊が一時撤退
を強いられたほか、ナジャフは一時的に連合軍の手を離れている。
また、バグダードのティグリス川東岸にあるサドルシティでも米軍と激しい戦闘を繰り広げている。5月以降、シーア派武装勢力が南部を中心に米軍に対して攻勢にでている。8月中にはムクタダー・サドル率いる民兵組織「マフディ軍団」がシーア派の聖地であるナジャフ、中部のクート、南部最大の都市バスラなどで一斉蜂起した。しかし、マフディ側は数十名の死者を出したすえ、下旬に武装抵抗を停止するに至った。
一方、南部での紛争が続く間、スンニー・トライアングルでは武装勢力の動きが活発化した。このため、9月に入ると米軍はこれらの掃討を行う必要に迫られた。9月上旬にモースル、マハムディア周辺、ラマーディーを攻撃、10月にはサマラを攻撃し、武装勢力を掃討した。この一連の掃討作戦中にもっとも持続的に攻撃が行われたのがファルージャであった。
他の都市では短期間で戦闘を終結させたが、ファルージャに対しては連日緩やかに攻撃を加えて包囲掃討作戦への下準備とした。

## 攻撃
- 8月27日 武装勢力が多数根拠地を置いていた市の西部を空爆し、5人が死亡した。
- 9月1日 空爆を行った。
- 9月6日 武装勢力が攻撃を仕掛け、米兵7人とイラク兵3人が死亡。
- 9月7日 海兵隊が武装勢力根拠地を報復攻撃し、約100人が死亡した。
- 9月8日 空爆を行った。
- 9月13日 空爆と地上からの攻撃で15人が死亡した。
- 9月16日 地上から攻撃を行い、16人が死亡した。
- 9月24日から25日にかけて地上から攻撃を行い、イラク人8人と海兵隊5人が死亡した。
- 9月27日 精密弾で空爆し、8人が死亡した。
- 9月30日 空爆で3人が死亡した。
- 10月2日 地上から攻撃して7人が死亡した。
- 10月3日 地上からの攻撃で4人が死亡した。
- 10月4日 空爆で9人が死亡した。
- 10月8日 空爆で11人が死亡した。ファルージャ住民代表と多国籍軍・暫定政権が停戦交渉を開始するが、ザルカーウィーの存在を巡って対立する。
- 10月11日 空爆で2人が死亡した。
- 10月12日 空爆で5人が死亡した。
- 10月14日 住民代表がザルカーウィーの存在を否定し続けたため交渉決裂。空爆と共に海兵隊とイラク国家警備隊が侵攻した
- 10月15日 米軍が家族と共に脱出しようとした住民代表を拘束（18日に釈放）。イラク、ラマダーン入り。
- 10月16日 空爆を行う。
- 10月21日 米兵が市外で自動車に発砲、同乗していた子供2人が死亡した。
- 10月27日 空爆を行った。
- 10月28日 空爆を行った。
- 10月30日 コフィー・アナン国際連合事務総長がブッシュ米大統領、ブレア英首相、アッラーウィー暫定政権首相にファルージャ攻撃の中止を求める書簡を送る。
- 11月1日 暫定政権ヤーワル大統領が米軍の掃討作戦を批判。
- 11月2日 米国で大統領選挙。ブッシュ再選される。
- 11月4日 空爆を行い、3人が死亡する。ブッシュ大統領が「イラクを自由な国家にするためには、選挙を阻止しようとする連中をやっつける必要がある」と表明。アッラーウィー首相も同調。
- 11月5日 空爆を行う。暫定政権がファルージャ市民に対し、45歳以下の男子は武装勢力とみなして市への出入りを禁止し、子女の市内からの退去を勧告。
- 11月6日 米軍とイラク国家警備隊1万人がファルージャを包囲して封鎖した。米海兵隊第1海兵連隊連隊長シャップ大佐(Michael Shupp)は「イラク政府の許可が下り次第、攻撃を開始する」と話す。また、すでに市民30万人の大半が脱出し、武装勢力1200人を含んだ3000人から6000人のみが残ると発表。この日も空爆を行い、武器庫に500ポンド爆弾5発を投下する。衛星テレビアルジャジーラは病院と報道。
- 11月7日 暫定政権はクルド人自治区を除くイラク全域に60時間の非常事態宣言を発した。

## 「夜明け」作戦
以下は2004年11月からのファルージャ市街包囲掃討作戦を取り上げる。

### 作戦の名称
米軍側は当初、Operation Phantom Fury(幽けき者の怒り)と呼称していた。しかし、イラク側はAl-Fajr（夜明け)という名称へ変更することを求め、名称は変更された。

### 作戦発動の時機決定要因
以下に11月上旬に作戦が開始されるにあたって影響を及ぼした要因を列挙する。
- イラクはCPA（ポール=ブレマー代表）から2004年6月28日にイラク暫定政府（アラウィ首相)へ統治権が移管されており、暫定政府の正統性を確保し、瓦解を防ぐには同政府の意向を尊重する必要があること。
- 翌年2005年1月30日にはイラク総選挙が予定されていた。この総選挙のためにはイラク各地に投票所を設け選挙管理スタッフを配置し、投票日までに有権者名簿を作成するなどの選挙管理の準備、また選挙自体の公示と選挙活動期間、そして投票日に有権者が投票にいけるだけの治安を回復する必要があること。
- イスラームにとっての宗教的義務である日中の断食を行うラマダーンの期間が10月15日から始まる見込みであった。ラマダーンとラマダーン明けのイードの祭りは宗教的祝日に相当する。この期間に大規模な軍事作戦を行いえるかについては様々な意見があった。
- 一方、アメリカ合衆国では2004年11月2日に大統領選挙があり、現職のブッシュ大統領（共和党候補)とケリー上院議員（民主党）が選挙戦を戦っていた。選挙期間における大規模な軍事行動はイラク政策の進展について投票者に影響を与えうることが考えられた。

### 作戦の経過
11月7日 米軍およびイラク軍は市街地北縁沿いに走る鉄道線路土手北側に集結。
11月8日 アッラーウィー首相は「1月の国民議会選挙を実施することができるようにテロリストを排除する」として、米軍とイラク国家警備隊のファルージャ侵攻を承認し、ファルージャ市民の外出禁止令、バグダード国際空港の48時間閉鎖、生活物資輸送を除くシリア・ヨルダン国境の封鎖を発令した。米海兵隊第3軽装甲偵察大隊(LAV-25装備)とイラク軍第36コマンドー大隊が市西部郊外、市街地中心部からみてユーフラテス河対岸にて作戦を開始。激しい砲撃の後に総合病院と2つの橋を確保し、市街地を東西に縦貫する国道10号を扼した。病院確保について、CNNは無辜の民間人が負傷していることを隠す為ではないかと報道したが、米軍は病院を利用した反米宣伝活動を阻止する為だとし、また、モスクを攻撃して10名死亡、病院での戦闘で38名が死亡したとの報道に対し、米軍は市民説を否定して、死亡したのは武装勢力42名と説明した。攻撃には航空機による援護もあったが、特に対地掃射機ガンシップAC-130が投入され、武装勢力及び地上陣地、ことに爆弾が仕掛けられている可能性が高い路上に放置されている車両を掃射した。これに対し、ザルカーウィーはインターネットで声明を発表、徹底抗戦の意思を表明した。また、武装勢力側は降伏する姿勢を見せて米兵・イラク兵に近づいたところで攻撃をしたり、死んだふりをして米兵・イラク兵が近づいたところで攻撃するなどの行為を行っていた。
11月9日 米軍海兵隊2個連隊戦闘団（イラク軍歩兵大隊4個、米陸軍2個機械化歩兵大隊を含む）連合軍は8日夕方から9日にかけての夜、激しい砲撃と導爆索による仕掛け爆弾除去ののち、鉄道土手を複数の地点で切り開いて通路を確保、市街地への進撃を開始。市の電力を切断し、米陸軍の第7騎兵連隊第2大隊は市街地中心部にあるJolan Parkを制圧。米海兵隊の歩兵大隊およびイラク軍歩兵大隊はこれを緩やかに続けて市街地を一家屋ずつ掃討しつつ南下。米軍10名、イラク軍2名の死者、そして数不明ながら多数のイラク人の死者が出た。
一方、スンナ派のイラク・イスラーム党とイラク・ムスリム・ウラマー協会は侵攻に抗議、選挙ボイコットを表明し、また、イラク・イスラム党は閣僚を引き揚げ暫定政府から離脱した。また、アッラーウィー首相の親族2名が誘拐され、バグダードなどで報復的な爆弾テロが起きた。
11月10日 市街地を東西に縦貫する国道10号に沿い連合軍は各部隊を一線に並べるように掃討作戦を継続。ただし、米海兵隊と米陸軍の機械化歩兵大隊の進撃速度の違いからイラク側武装組織の勢力は後方へ浸透し市街地北部でも戦闘は引き続き発生。米陸軍部隊は国道10号線を確保しつつ、部隊の一部をもって北へと矛先を転じさせ、一度通過した地域を再度南から掃討。海兵隊報道官は中心部を含め市の7割を制圧し、武装勢力70人を殺害したと発表した。しかし、米国のラムズフェルド国防長官は500名の武装勢力を殺害したと表明し、敵の死者数を把握できなかったことが分かる。また、在イラク多国籍軍のメッツ作戦司令官は、ザルカーウィーは侵攻以前に市外へ逃亡していたという見解を述べた。
11月11日 国道10号線を越えて、南側へ連合軍は進撃を開始。
11月12日 連合軍は市の北部を制圧し、武装勢力60名を殺害した。4日間の戦闘で米軍18名、イラク軍3名が死亡した。市街地最東部を進む米陸軍機械化歩兵大隊のある中隊では中隊副長が戦死。イスラム宗教者委員会は抗議として、4日間のゼネストを国民に呼びかけた。
11月13日 市街地最東部を進む米陸軍機械化歩兵大隊のある中隊で中隊長が戦死。同中隊は一旦後退し立て直しを余儀なくされた。イラク政府はファルージャに残るのは一部の武装勢力の拠点だけで、制圧作戦は終わりを迎えたと表明した。武装勢力は延べ1000名が死亡、また連合軍は200人を拘束した。対してシーア派民兵を率いるサドルも選挙ボイコットを宣言した。一方、赤新月社はファルージャ市民の生活は壊滅状態だと発表。
11月14日 赤新月社の救援トラックがファルージャに入ろうとしたところ、米兵によって阻止された。
11月15日 赤新月社のトラックが再度進入を試みたが阻止され、避難民を装って救援物資を搬入した。負傷したイラク人を海兵隊員が死んだふりをしている武装勢力と勘違いし、誤射殺した映像が流出、報道されて問題となる。
11月16日 暫定政権のダーウード国防相が武装勢力1600名を拘束したと表明した。
11月17日 連合軍は市街地南部で武器弾薬を捜索。多数を発見。押収。
11月19日 暫定政権ナキーブ内務相がファルージャの戦闘が終結したと発表したが、同時にファルージャの武装勢力の主体はイラク人だったことも表明、武装勢力は外国人であると宣言し続けてきたイラク政権が、自国民が武装勢力となっている現実を認めることはまれである。
11月20日 米陸軍第2歩兵連隊第2大隊、ファルージャでの任務を終えて作戦開始以前の担任地域へと帰還。夜明け作戦での同大隊の戦果は304名以上殺害、損害は戦死7名、負傷72名。
11月21日 暫定政権は市内86地区の内、75地区で捜索を完了し、安全が確認されたと発表した。一方、米軍は20箇所におよぶ武装勢力の拷問所を、ファルージャ警察は隠してあった地対空ミサイル、迫撃砲、地雷などを発見した。
11月25日 イラク軍がザルカーウィー率いる「タウヒード・ワ・ジハード」の旗を掲げた工場を発見し、毒ガス工場だと公表した。しかし、毒ガスを製造していた痕跡は無い。暫定政権はファルージャでの死者が2080名、拘束者が1600人以上の上ったことを発表した。米軍の事前公表では、ファルージャ市内に残る人数は3000人から6000人であったことから、6000人だとした場合3分の1が死亡し、生き残りの半数近くも拘束したことになる。なお、8日からこの日までに米軍は50人、イラク軍は8人が死亡した。

### 「夜明け作戦」後の状況
作戦中、封鎖されて交通を閉ざされていたファルージャ市内に市民の立ち入りが許されるようになったとき、携帯電話やカメラの持ち込みが禁止されていた。多くの死体と瓦礫の山だけが残っていたが、それらは持ち出すことを禁じられた。その後、77体の遺体が避難民に引き渡されたが、多くの死体は焼けただれていたとされる。この中には衣服のみが残って身体の大半だけが焼け焦げた焼死体や白いゴムのようになった死体が含まれていたとされ、このため、白燐弾の対人使用やマスタードガスなどの化学兵器使用を疑う意見もある。本作戦での民間人の死者は6000人を越えるとされる。ファルージャへの出入りが自由になってから回収された死体は約700体で、その内504体が女性もしくは子供だったとされる。その後も地域住民に対する誤った情報に基づく空爆が相次ぎ、米軍と地元住民の和平の動きは崩壊した。

## 紛争の飛び火
北部の都市モースルでは11月9日から武装勢力（恐らくはファルージャからの転戦）によって警察署が襲撃され、11月13日に西部が勢力下に置かれた。米軍は11月14日に200人で占領された警察署を奪還したが町の制圧には至らず、ファルージャの一個歩兵大隊を転戦させ、11月16日から米軍1200人とイラク軍1600人で攻撃を開始した。12月にほとんどを奪還し、同月中旬に最後の支配地域を空爆した。これに対して武装勢力は22日、モースルの米軍基地に自爆テロを加え、米兵19人とイラク人3人を殺害した。
ファルージャでは11月19日以降も散発的な戦闘が続いたが、12月に入って7割の地域で武装勢力の勢力が回復し、治安は更に悪化した。12月15日、連合軍は武装勢力との間で大規模な戦闘となったが、これを制圧した。
ファルージャ占領後、米軍は地元の武装勢力でも親米的なグループをイラク軍・イラク警察として認めて治安維持に当たらせることで、米軍兵力を撤収させていたが、彼らは戦闘が起こると逃亡したり、敵へ寝返ったりするものが多い。また、米軍式の訓練を受けて戦闘技術を持った兵士が脱走して、反米的な武装勢力に加わることもあるという。

## ゲーム化
アメリカにあるゲーム制作会社Atomic Gamesが、当戦闘をファルージャの6日間(原題：Six Days in Fallujah)という題名でゲーム化。戦場をリアルに再現する為、実際に当戦闘に参加した海兵隊員を顧問に招聘している。しかし、当戦闘で死亡した兵士の遺族らが抗議した為、販売を請け負う予定だったコナミが撤退を表明。発売は不透明になったままである。

## 映画化
2005年に入ってから、この11月の戦闘をハリウッドで映画化することが決定された。主演はハリソン・フォードで公開時期は未定。

## 注記
1. ↑  　Raids Net Iraqi Generals in Fallujah
By Jim Garamone
American Forces Press Service　WASHINGTON, Nov. 5, 2003  
http://www.defenselink.mil/news/newsarticle.aspx?id=27843
(2007年5月14日確認)
2. ↑  2003年4月29日付
U.S. TROOPS SHOOT IRAQI PROTESTERS
http://www.pbs.org/newshour/updates/shooting_04-29-03.html
3. ↑  IV. APRIL 28 SCHOOL PROTEST AND SHOOTING
http://www.hrw.org/reports/2003/iraqfalluja/Iraqfalluja-03.htm#P165_24463　
(2007年5月12日確認)
4. ↑  イラク国内では諸外国の影響下にある反米民兵とこのような地域住民による自発的な反米武装闘争は明確に区別されており、後者はレジスタンスと呼称されている
5. ↑  The High-Risk Contracting Business https://www.pbs.org/wgbh/pages/frontline/shows/warriors/contractors/highrisk.html
6. ↑  
Bodies mutilated in Iraq attack
http://news.bbc.co.uk/2/hi/middle_east/3585765.stm
7. ↑  　OPERATION VIGILANT RESOLVE NETS HIGH VALUE TARGETS
http://www.centcom.mil/sites/uscentcom2/Lists/Current%20Press%20Releases/DispForm.aspx?ID=1211
8. ↑  Iraqi outcry as US bans newspaper  http://news.bbc.co.uk/2/hi/middle_east/3578183.stm
9. ↑  http://news.bbc.co.uk/2/hi/middle_east/3589057.stm
10. ↑  http://news.bbc.co.uk/2/hi/middle_east/3594581.stm
11. ↑  http://news.bbc.co.uk/2/hi/middle_east/3593013.stm
12. ↑  Shias march against US in Baghdad 　　http://news.bbc.co.uk/2/hi/middle_east/3596719.stm
13. ↑  US offensive to 'pacify' Falluja 
　　http://news.bbc.co.uk/2/hi/middle_east/3599993.stm
14. ↑  Coalition Provisional Authority Briefing  http://www.defenselink.mil/transcripts/transcript.aspx?transcriptid=2421
15. ↑  Heavy fighting in sealed Falluja 　　http://news.bbc.co.uk/2/hi/middle_east/3603097.stm
16. 1 2  http://news.bbc.co.uk/2/hi/middle_east/3606273.stm
17. ↑  http://news.bbc.co.uk/2/hi/middle_east/3607611.stm
18. ↑  http://www.centcom.mil/sites/uscentcom2/Lists/Current%20Press%20Releases/DispForm.aspx?ID=1212
19. ↑  US bombards Iraq mosque complex
http://news.bbc.co.uk/2/hi/middle_east/3608315.stm
20. ↑  US troops battle Iraqi militants
http://news.bbc.co.uk/2/hi/middle_east/3610559.stm
21. ↑  “高遠菜穂子によるイラク報告の講演(リンクはブログでの要約)” (2006年5月6日). 2008年11月6日閲覧。
22. ↑  http://www.military.com/NewContent/0,13190,NI_0105_Fallujah-P1,00.html
23. ↑  https://www.globalsecurity.org/military/ops/oif-vigilant-resolve.htm
24. ↑  
http://www.defenselink.mil/transcripts/transcript.aspx?transcriptid=2472
25. ↑  2006年05月06日の高遠菜穂子による講演会で提示されたスライド写真が証拠とされる。化学兵器の種類については専門家の分析によるとの説明。白燐弾は国際条約上の化学兵器ではないが、対人使用が問題視された点についてはこちらを参照。
26. ↑  “ファルージャの6日間”：イラク戦争のシューター・ゲームで遊べますか？